# Megaphobema robustum
Megaphobema robustum é uma espécie de aranha pertencente à família Theraphosidae (tarântulas).